# Port Lockroy

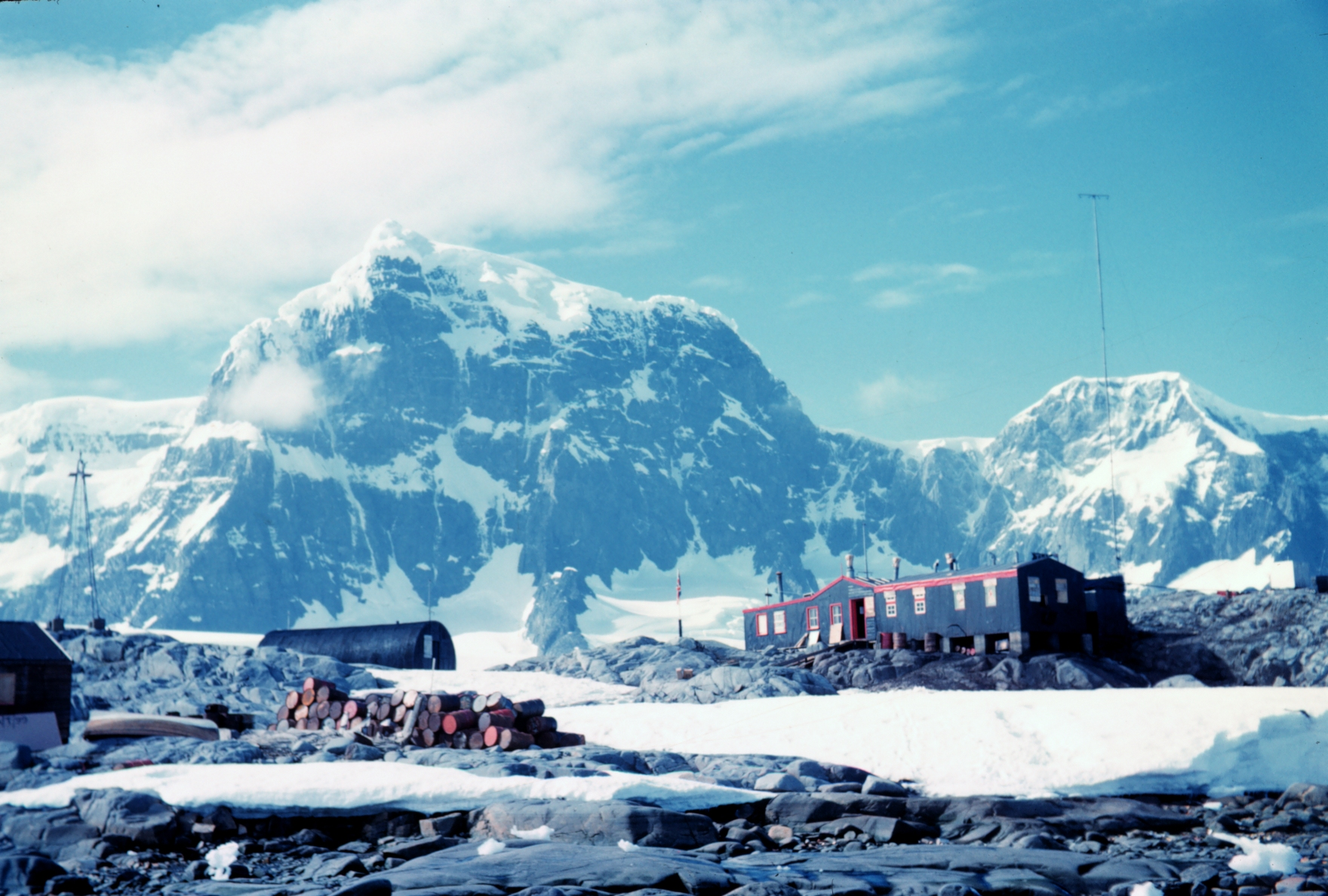
Base britànica abandonada al port de Port Lockroy, 1962

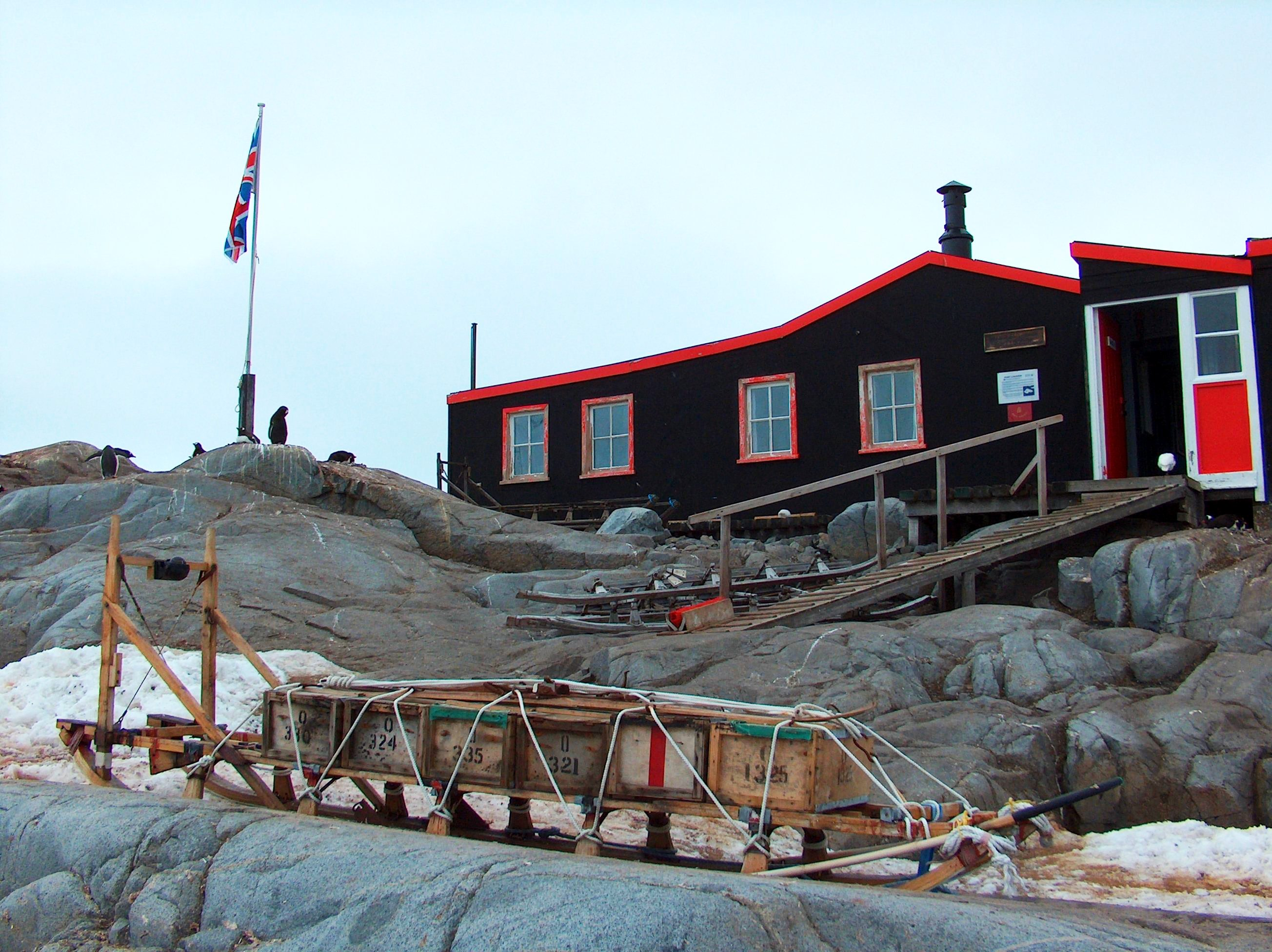
Base convertida en museu

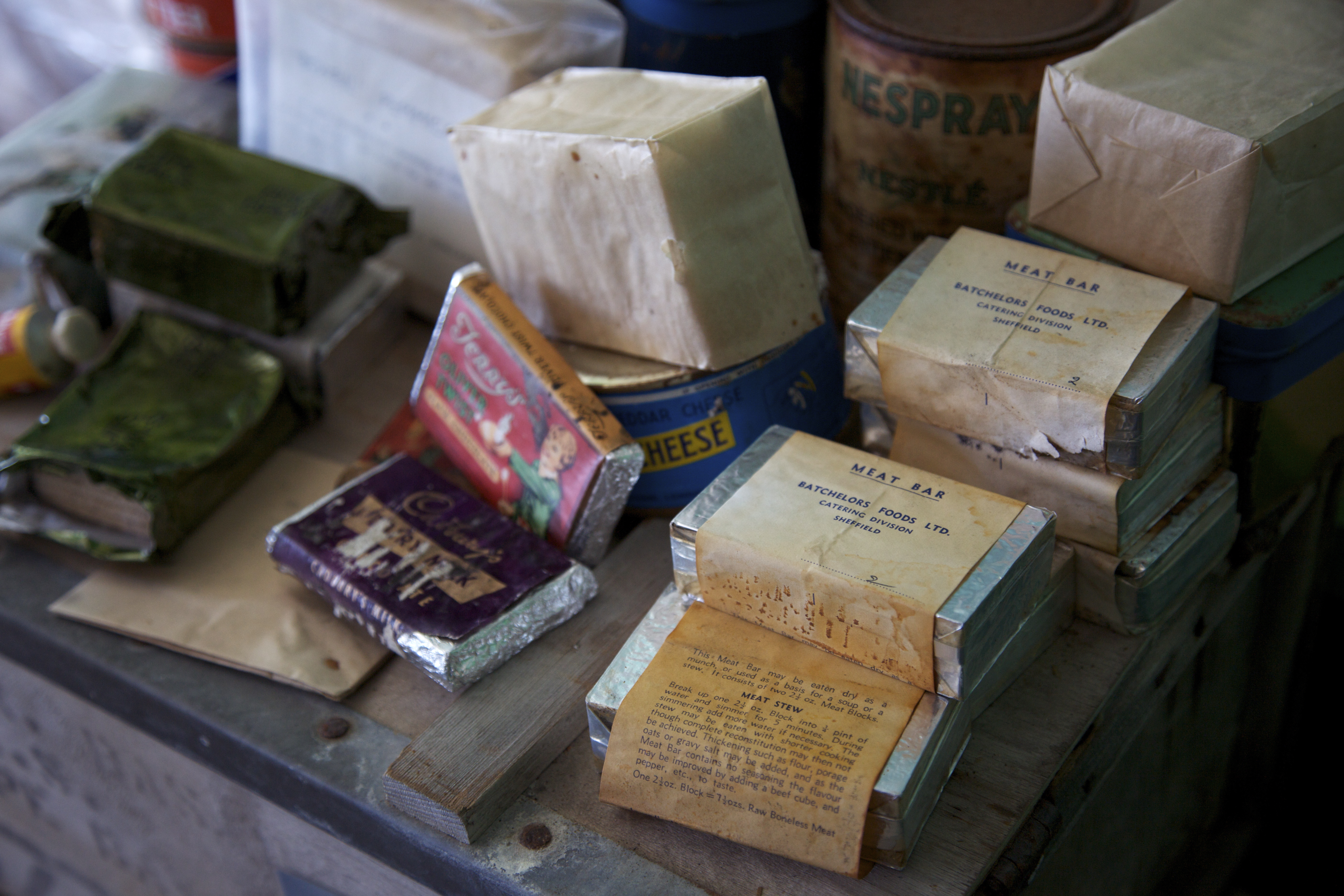
Ració sobre el menjar a l'estand del museu

Port Lockroy és un port natural a la costa nord-oest de l'illa Vinke a l'arxipèlag Palmer davant de la península antàrtica. És de fàcil accés, amb una entrada àmplia i clara. L'oficina de correus més meridional del món es troba a en aquesta base antàrtica.

## Història
La badia es va obrir l'any 1904 i porta el nom del polític francès i vicepresident de la Cambra de Diputats, Édouard Locroix, que va ajudar Jean-Baptiste Charcot a obtenir finançament del govern per a la seva expedició a l'Antàrtida francesa. El port va ser utilitzat per a la caça de balenes entre 1911 i 1931. Durant la Segona Guerra Mundial, l'operació militar britànica "Tabarin" va establir l'estació de Port Lockroy a la petita illa de Goodier, que va continuar funcionant com a estació d'investigació britànica fins al 16 de gener de 1962.
La importància històrica d'aquest lloc està relacionada tant amb la creació d'una base l'any 1944 (Operació "Tabarin") com amb el treball científic que s'hi ha realitzat, incloent-hi les primeres mesures de la ionosfera i el primer enregistrament d'un xiulet atmosfèric de l'Antàrtida. Port Lockroy també va ser un lloc de seguiment clau durant l'Any Geofísic Internacional (1957). Aquest lloc va ser catalogat com a monument històric (HSM-61) a proposta del Regne Unit a la Reunió Consultiva del Tractat Antàrtic.
La base va ser renovada l'any 1996 i a principis del segle XXI és un museu i una oficina de correus sota l'autoritat de l'Antarctic Heritage Trust del Regne Unit.
Port Lockroy és una de les destinacions turístiques més populars per als passatgers dels creuers a l'Antàrtida. La temporada 1999-2000 va rebre 7.804 passatgers. Els ingressos de la petita botiga de souvenirs financen el manteniment d'aquest lloc i d'altres llocs i monuments històrics de l'Antàrtida.
La fundació recopila dades per al British Antarctic Survey per controlar l'impacte del turisme en les poblacions de pingüins. La meitat de l'illa està oberta als turistes i l'altra meitat està reservada als pingüins. Un equip de quatre persones gestiona 70.000 articles de correus, i supervisa i dona servei als aproximadament 18.000 visitants que arriben durant la temporada de creuers de cinc mesos a l'Antàrtida. Als visitants també se'ls ofereix un segell de record al seu passaport.

## Geologia
La base de l'illa Gudier i el cap Jugla està format per granit mesozoic amb dics màfics i xenòlits. Les barres de grava paral·leles al cap Jugla són el resultat de l'elevació postglacial (isostàtica) a causa de la fusió de la capa de gel del Plistocè molt més gran i la consegüent reducció de pressió.